# Ummern
Ummern est une commune de l'arrondissement de Gifhorn, Land de Basse-Saxe.

## Géographie
Ummern se situe dans la lande de Lunebourg.
|       | Groß Oesingen |           |
| Hohne | Ummern        | Wesendorf |
|       | Müden         | Gifhorn   |

La commune comprend les quartiers d'Ummern et Pollhöfen.

## Histoire
Ummern est mentionné pour la première fois au XIIIe siècle pour la dîme versée au diocèse de Hildesheim.

## Source de la traduction
- (de) Cet article est partiellement ou en totalité issu de l’article de Wikipédia en allemand intitulé « Ummern » (voir la liste des auteurs).